# Équipe du Japon de football à la Coupe du monde 2014
Cet article relate le parcours l'équipe du Japon de football  lors de la Coupe du monde de football 2014 organisée au Brésil du 12 juin au 13 juillet 2014.

## Effectif
Le 12 mai 2014, le sélectionneur Alberto Zaccheroni a annoncé une liste complète de vingt-trois joueurs pour le mondial.
| Numéro / Nom       | Numéro / Nom       | Club                | Date de naissance | J.              | Buts            |                 |                 |                 |
| Gardiens de but    | Gardiens de but    | Gardiens de but     | Gardiens de but   | Gardiens de but | Gardiens de but | Gardiens de but | Gardiens de but | Gardiens de but |
| ------------------ | ------------------ | ------------------- | ----------------- | --------------- | --------------- | --------------- | --------------- | --------------- |
| 1                  | Eiji Kawashima     | Standard de Liège   | 20.03.1983        | 3               | 0               | 0               | 0               | 0               |
| 12                 | Shūsaku Nishikawa  | Urawa Red Diamonds  | 18.06.1986        | 0               | 0               | 0               | 0               | 0               |
| 23                 | Shūichi Gonda      | FC Tokyo            | 03.03.1989        | 0               | 0               | 0               | 0               | 0               |
| Défenseurs         |                    |                     |                   |                 |                 |                 |                 |                 |
| 2                  | Atsuto Uchida      | Schalke 04          | 27.03.1988        | 3               | 0               | 0               | 0               | 0               |
| 3                  | Gōtoku Sakai       | VfB Stuttgart       | 14.02.1991        | 0               | 0               | 0               | 0               | 0               |
| 5                  | Yūto Nagatomo      | Inter Milan         | 12.09.1986        | 3               | 0               | 0               | 0               | 0               |
| 6                  | Masato Morishige   | FC Tokyo            | 21.05.1987        | 1               | 0               | 1               | 0               | 0               |
| 15                 | Yasuyuki Konno     | Gamba Osaka         | 25.01.1983        | 2               | 0               | 1               | 0               | 0               |
| 19                 | Masahiko Inoha     | Júbilo Iwata        | 28.08.1985        | 0               | 0               | 0               | 0               | 0               |
| 21                 | Hiroki Sakai       | Hanovre 96          | 12.04.1990        | 0               | 0               | 0               | 0               | 0               |
| 22                 | Maya Yoshida       | Southampton         | 24.08.1988        | 3               | 0               | 1               | 0               | 0               |
| Milieux de terrain |                    |                     |                   |                 |                 |                 |                 |                 |
| 4                  | Keisuke Honda      | AC Milan            | 13.06.1986        | 3               | 1               | 0               | 0               | 0               |
| 7                  | Yasuhito Endō      | Gamba Osaka         | 28.01.1980        | 2               | 0               | 0               | 0               | 0               |
| 8                  | Hiroshi Kiyotake   | 1. FC Nuremberg     | 12.11.1989        | 1               | 0               | 0               | 0               | 0               |
| 10                 | Shinji Kagawa      | Manchester United   | 17.03.1989        | 3               | 0               | 0               | 0               | 0               |
| 14                 | Toshihiro Aoyama   | Sanfrecce Hiroshima | 22.02.1986        | 1               | 0               | 0               | 0               | 0               |
| 16                 | Hotaru Yamaguchi   | Cerezo Osaka        | 06.10.1990        | 3               | 0               | 0               | 0               | 0               |
| 17                 | Makoto Hasebe      | 1. FC Nuremberg     | 18.01.1984        | 3               | 0               | 1               | 0               | 0               |
| Attaquants         |                    |                     |                   |                 |                 |                 |                 |                 |
| 9                  | Shinji Okazaki     | 1. FSV Mayence 05   | 16.04.1986        | 3               | 1               | 0               | 0               | 0               |
| 11                 | Yoichiro Kakitani  | Cerezo Osaka        | 03.01.1990        | 2               | 0               | 0               | 0               | 0               |
| 13                 | Yoshito Ōkubo      | Kawasaki Frontale   | 09.06.1982        | 3               | 0               | 0               | 0               | 0               |
| 18                 | Yuya Osako         | 1860 Munich         | 18.05.1990        | 2               | 0               | 0               | 0               | 0               |
| 20                 | Manabu Saito       | Yokohama F·Marinos  | 04.04.1990        | 0               | 0               | 0               | 0               | 0               |
| Sélectionneur      |                    |                     |                   |                 |                 |                 |                 |                 |
|                    | Alberto Zaccheroni |                     | 01.04.1953        |                 |                 |                 |                 |                 |

## Encadrement
Staff de la sélection japonaise
- Alberto Zaccheroni, sélectionneur
- Stefano Agresti, sélectionneur adjoint
- Ichiro Wada, sélectionneur adjoint
- Maurizio Guido, entraîneur des gardiens
- Eugenio Albarella, préparateur physique
- Naoki Hayakawa, préparateur physique
- Giampaolo Colautti, assistant technique

## Qualifications

### Troisième tour (Groupe C)
| Rang | Équipe        | Pts | J | G | N | P | Bp | Bc | Diff |  | Résultats (▼ dom., ► ext.) |     |     |     |     |
| ---- | ------------- | --- | - | - | - | - | -- | -- | ---- |  | -------------------------- | --- | --- | --- | --- |
| 1    | Ouzbékistan   | 16  | 6 | 5 | 1 | 0 | 8  | 1  | +7   |  | Ouzbékistan                |     | 1-1 | 1-0 | 3-0 |
| 2    | Japon         | 10  | 6 | 3 | 1 | 2 | 14 | 3  | +11  |  | Japon                      | 0-1 |     | 1-0 | 8-0 |
| 3    | Corée du Nord | 7   | 6 | 2 | 1 | 3 | 3  | 4  | -1   |  | Corée du Nord              | 0-1 | 1-0 |     | 1-0 |
| 4    | Tadjikistan   | 1   | 6 | 0 | 1 | 5 | 1  | 18 | -17  |  | Tadjikistan                | 0-1 | 0-4 | 1-1 |     |

Le Japon et l'Ouzbékistan sont qualifiés pour le quatrième tour. La Corée du Nord et le Tadjikistan sont éliminés.

### Quatrième tour (Groupe 2)
| Rang | Équipe    | Pts | J | G | N | P | Bp | Bc | Diff |  | Résultats (▼ dom., ► ext.) |     |     |     |     |     |
| ---- | --------- | --- | - | - | - | - | -- | -- | ---- |  | -------------------------- | --- | --- | --- | --- | --- |
| 1    | Japon     | 17  | 8 | 5 | 2 | 1 | 16 | 5  | +11  |  | Japon                      |     | 1-1 | 6-0 | 3-0 | 1-0 |
| 2    | Australie | 13  | 8 | 3 | 4 | 1 | 12 | 7  | +5   |  | Australie                  | 1-1 |     | 4-0 | 2-2 | 1-0 |
| 3    | Jordanie  | 10  | 8 | 3 | 1 | 4 | 7  | 16 | -9   |  | Jordanie                   | 2-1 | 2-1 |     | 1-0 | 1-1 |
| 4    | Oman      | 9   | 8 | 2 | 3 | 3 | 7  | 10 | -3   |  | Oman                       | 1-2 | 0-0 | 2-1 |     | 1-0 |
| 5    | Irak      | 5   | 8 | 1 | 2 | 5 | 4  | 8  | -4   |  | Irak                       | 0-1 | 1-2 | 1-0 | 1-1 |     |

Le Japon est qualifié pour la Coupe du monde 2014. Il s'agit d’ailleurs du premier pays à obtenir leur qualification dès le 4 juin 2013.

## Préparations

### Coupe des confédérations 2013

#### Phase de poule (Groupe A)
Le Brésil inaugure le tournoi face au Japon par une victoire facile sur le score de 3 à 0. L’Italie l'emporte plus difficilement (2-1) face au Mexique. Lors de la 2e journée, les Brésiliens restent toujours la meilleure défense à ce stade de la compétition en s'imposant 2 à 0 face au Mexique. De leur côté, les Italiens s'imposent dans la douleur sur le score fleuve de 4 à 3 contre des Japonais qui tenaient à l'emporter contre une équipe de haut rang. À ce moment de la compétition, le Mexique et le Japon sont d'ores et déjà éliminés. Lors de la dernière journée, le Brésil remporte le choc du groupe A 4 à 2 face a l'Italie, le Mexique s'impose 2 à 1 contre le Japon.

##### Classement et résultats
| Rang | Équipe  | Pts | J | G | N | P | Bp | Bc | Diff |  | Résultats (▼ dom., ► ext.) |  |     |     |     |
| ---- | ------- | --- | - | - | - | - | -- | -- | ---- |  | -------------------------- |  | --- | --- | --- |
| 1    | Brésil  | 9   | 3 | 3 | 0 | 0 | 9  | 2  | +7   |  | Brésil                     |  | 4-2 | 2-0 | 3-0 |
| 2    | Italie  | 6   | 3 | 2 | 0 | 1 | 8  | 8  | 0    |  | Italie                     |  |     | 2-1 | 4-3 |
| 3    | Mexique | 3   | 3 | 1 | 0 | 2 | 3  | 5  | -2   |  | Mexique                    |  |     |     | 2-1 |
| 4    | Japon   | 0   | 3 | 0 | 0 | 3 | 4  | 9  | -5   |  | Japon                      |  |     |     |     |

     Équipe qualifiée ou victorieuse; Pts = points; J = joués; G = gagnés; N = nuls; P = perdus;

Bp = buts pour; Bc = buts contre; Diff = différence de buts

## Coupe du monde

### Premier tour - Groupe C
|   | Équipe        | Pts | J | G | N | P | Bp | Bc | Diff |
| 1 | Colombie      | 9   | 3 | 3 | 0 | 0 | 9  | 2  | 7    |
| 2 | Grèce         | 4   | 3 | 1 | 1 | 1 | 2  | 4  | -2   |
| 3 | Côte d'Ivoire | 3   | 3 | 1 | 0 | 2 | 4  | 5  | -1   |
| 4 | Japon         | 1   | 3 | 0 | 1 | 2 | 2  | 6  | -4   |

| J 1 | 14 juin 2014 | Colombie      | 3 - 0 | Grèce         |
| J 1 | 14 juin 2014 | Côte d'Ivoire | 2 - 1 | Japon         |
| J 2 | 19 juin 2014 | Colombie      | 2 - 1 | Côte d'Ivoire |
| J 2 | 19 juin 2014 | Japon         | 0 - 0 | Grèce         |
| J 3 | 24 juin 2014 | Japon         | 1 - 4 | Colombie      |
| J 3 | 24 juin 2014 | Grèce         | 2 - 1 | Côte d'Ivoire |

#### Côte d'Ivoire - Japon
| Match 6                                                  | Côte d'Ivoire                    | 2 - 1   | Japon             | Itaipava Arena Pernambuco, Recife                                    |                                                                      |
| 14 juin 2014 · 22:00 (UTC-3) · Historique des rencontres | Wilfried Bony 64e · Gervinho 66e | (0 - 1) | Keisuke Honda 16e | Spectateurs : 40 267 · Arbitrage : Enrique Osses · Photos du match · | Spectateurs : 40 267 · Arbitrage : Enrique Osses · Photos du match · |
| 14 juin 2014 · 22:00 (UTC-3) · Historique des rencontres | Rapport                          |         |                   | Spectateurs : 40 267 · Arbitrage : Enrique Osses · Photos du match · | Spectateurs : 40 267 · Arbitrage : Enrique Osses · Photos du match · |

| Côte d'Ivoire | Japon |

| CÔTE D'IVOIRE : |    |                     |  |     |     |
|                 |    |                     |  |     |     |
| Gardien de but  | 1  | Boubacar Barry Copa |  |     |     |
|                 | 3  | Arthur Boka         |  | 75e |     |
|                 | 5  | Didier Zokora       |  |     | 58e |
|                 | 8  | Salomon Kalou       |  |     |     |
|                 | 9  | Cheik Tioté         |  |     |     |
|                 | 10 | Gervinho            |  |     |     |
|                 | 12 | Wilfried Bony       |  | 78e |     |
|                 | 17 | Serge Aurier        |  |     |     |
|                 | 19 | Yaya Touré          |  |     |     |
|                 | 20 | Serey Dié           |  | 62e |     |
|                 | 22 | Sol Bamba           |  |     | 54e |
| Remplaçants :   |    |                     |  |     |     |
|                 | 11 | Didier Drogba       |  | 62e |     |
|                 | 13 | Didier Ya Konan     |  | 78e |     |
|                 | 18 | Constant Djakpa     |  | 75e |     |
| Sélectionneur : |    |                     |  |     |     |
| Sabri Lamouchi  |    |                     |  |     |     |

| JAPON :            |    |                   |  |     |     |
|                    |    |                   |  |     |     |
| Gardien de but     | 1  | Eiji Kawashima    |  |     |     |
|                    | 2  | Atsuto Uchida     |  |     |     |
|                    | 4  | Keisuke Honda     |  |     |     |
|                    | 5  | Yūto Nagatomo     |  |     |     |
|                    | 6  | Masato Morishige  |  |     | 23e |
|                    | 9  | Shinji Okazaki    |  |     |     |
|                    | 10 | Shinji Kagawa     |  | 86e |     |
|                    | 16 | Hotaru Yamaguchi  |  |     |     |
|                    | 17 | Makoto Hasebe     |  | 54e |     |
|                    | 18 | Yuya Osako        |  | 67e |     |
|                    | 22 | Maya Yoshida      |  |     | 64e |
| Remplaçants :      |    |                   |  |     |     |
|                    | 7  | Yasuhito Endō     |  | 54e |     |
|                    | 13 | Yoshito Ōkubo     |  | 67e |     |
|                    | 11 | Yoichiro Kakitani |  | 86e |     |
| Sélectionneur :    |    |                   |  |     |     |
| Alberto Zaccheroni |    |                   |  |     |     |

| Assistants : Carlos Astroza Sergio Román Quatrième arbitre : Néant Alioum Cinquième arbitre : Djibril Camara Homme du Match : Yaya Touré |

#### Japon - Grèce
| Match 22                                                 | Japon   | 0 - 0   | Grèce | Arena das Dunas, Natal                                              |                                                                     |
| 19 juin 2014 · 19:00 (UTC-3) · Historique des rencontres |         | (0 - 0) |       | Spectateurs : 39 485 · Arbitrage : Joel Aguilar · Photos du match · | Spectateurs : 39 485 · Arbitrage : Joel Aguilar · Photos du match · |
| 19 juin 2014 · 19:00 (UTC-3) · Historique des rencontres | Rapport |         |       | Spectateurs : 39 485 · Arbitrage : Joel Aguilar · Photos du match · | Spectateurs : 39 485 · Arbitrage : Joel Aguilar · Photos du match · |

| Japon | Grèce |

| JAPON :            |    |                  |  |     |     |
|                    |    |                  |  |     |     |
| Gardien de but     | 1  | Eiji Kawashima   |  |     |     |
|                    | 2  | Atsuto Uchida    |  |     |     |
|                    | 4  | Keisuke Honda    |  |     |     |
|                    | 5  | Yūto Nagatomo    |  |     |     |
|                    | 9  | Shinji Okazaki   |  |     |     |
|                    | 13 | Yoshito Ōkubo    |  |     |     |
|                    | 15 | Yasuyuki Konno   |  |     |     |
|                    | 16 | Hotaru Yamaguchi |  |     |     |
|                    | 17 | Makoto Hasebe    |  | 46e | 12e |
|                    | 18 | Yuya Osako       |  | 57e |     |
|                    | 22 | Maya Yoshida     |  |     |     |
| Remplaçants :      |    |                  |  |     |     |
|                    | 7  | Yasuhito Endō    |  | 46e |     |
|                    | 10 | Shinji Kagawa    |  | 57e |     |
| Sélectionneur :    |    |                  |  |     |     |
| Alberto Zaccheroni |    |                  |  |     |     |

| GRÈCE :         |    |                           |  |     |          |
|                 |    |                           |  |     |          |
| Gardien de but  | 1  | Oréstis Karnézis          |  |     |          |
|                 | 2  | Ioánnis Maniátis          |  |     |          |
|                 | 4  | Kóstas Manolás            |  |     |          |
|                 | 7  | Yeóryos Samarás           |  |     | 55e      |
|                 | 8  | Panayótis Koné            |  | 81e |          |
|                 | 9  | Kóstas Mítroglou          |  | 35e |          |
|                 | 15 | Vasílis Torosídis         |  |     | 89e      |
|                 | 18 | Ioánnis Fetfatzídis       |  | 41e |          |
|                 | 19 | Sokrátis Papastathópoulos |  |     |          |
|                 | 20 | Iosíf Cholévas            |  |     |          |
|                 | 21 | Kóstas Katsouránis        |  |     | 27e, 38e |
| Remplaçants :   |    |                           |  |     |          |
|                 | 17 | Theofánis Gekas           |  | 35e |          |
|                 | 10 | Yórgos Karagoúnis         |  | 41e |          |
|                 | 14 | Dimítris Salpingídis      |  | 81e |          |
| Sélectionneur : |    |                           |  |     |          |
| Fernando Santos |    |                           |  |     |          |

| Assistants : William Torres Juan Zumba Quatrième arbitre : Norbert Hauata Cinquième arbitre : Marwa Range Homme du Match : Keisuke Honda |

#### Japon - Colombie
|  |  |  |  |

|  |  |  |  |

|  |  |  |  |

|  |  |  |  |

| JAPON :            |    |                   |  |     |     |
|                    |    |                   |  |     |     |
| Gardien de but     | 1  | Eiji Kawashima    |  |     |     |
|                    | 2  | Atsuto Uchida     |  |     |     |
|                    | 4  | Keisuke Honda     |  |     |     |
|                    | 5  | Yūto Nagatomo     |  |     |     |
|                    | 9  | Shinji Okazaki    |  | 69e |     |
|                    | 10 | Shinji Kagawa     |  | 85e |     |
|                    | 13 | Yoshito Ōkubo     |  |     |     |
|                    | 14 | Toshihiro Aoyama  |  | 62e |     |
|                    | 15 | Yasuyuki Konno    |  |     | 16e |
|                    | 17 | Makoto Hasebe     |  |     |     |
|                    | 22 | Maya Yoshida      |  |     |     |
| Remplaçants :      |    |                   |  |     |     |
|                    | 16 | Hotaru Yamaguchi  |  | 62e |     |
|                    | 11 | Yoichiro Kakitani |  | 69e |     |
|                    | 8  | Hiroshi Kiyotake  |  | 85e |     |
| Sélectionneur :    |    |                   |  |     |     |
| Alberto Zaccheroni |    |                   |  |     |     |

| COLOMBIE :      |    |                        |  |     |     |
|                 |    |                        |  |     |     |
| Gardien de but  | 1  | David Ospina           |  | 85e |     |
|                 | 4  | Santiago Arias         |  |     |     |
|                 | 7  | Pablo Armero           |  |     |     |
|                 | 11 | Juan Cuadrado          |  | 46e |     |
|                 | 13 | Fredy Guarín           |  |     | 63e |
|                 | 15 | Alexander Mejía        |  |     |     |
|                 | 16 | Éder Álvarez Balanta   |  |     |     |
|                 | 19 | Adrián Ramos           |  |     |     |
|                 | 20 | Juan Fernando Quintero |  | 46e |     |
|                 | 21 | Jackson Martínez       |  |     |     |
|                 | 23 | Carlos Valdés          |  |     |     |
| Remplaçants :   |    |                        |  |     |     |
|                 | 5  | Carlos Carbonero       |  | 46e |     |
|                 | 10 | James Rodríguez        |  | 46e |     |
| Gardien de but  | 22 | Faryd Mondragón        |  | 85e |     |
| Sélectionneur : |    |                        |  |     |     |
| José Pékerman   |    |                        |  |     |     |

| Assistants : Bertinho Cunha Tiago Trigo Quatrième arbitre : Roberto Moreno Cinquième arbitre : Eric Boria Homme du match : Jackson Martínez |